# Johannes Enschedé (1785-1866)
Johannes Enschedé (Haarlem, 7 maart 1785 - Haarlem, 8 oktober 1866) was een Nederlands uitgever, journalist en politicus. 
Johannes Enschedé was een telg uit het geslacht Enschedé, en was een zoon van de boekdrukker en uitgever Johannes Enschedé en zijn vrouw Johanna Elisabeth Swaving. Zijn vader overleed al toen Johannes slechts vijftien was, en hij werd dan ook al jong mede-eigenaar van het familiebedrijf Johannes Enschedé en Zoonen. Na thuis en privé te zijn opgeleid, studeerde hij Romeins en hedendaags recht aan de Hogeschool te Leiden van 1801 tot 1805, waar hij promoveerde op stellingen. Hierna keerde hij direct terug naar Haarlem, waar hij bedrijfsleider werd. In 1810 trouwde Enschedé met Catarina Hillegonda van Walré, met wie hij vijf zoons en vijf dochters zou krijgen - waarvan er twee al op zeer jonge leeftijd zouden overlijden.
Vanaf 1811 raakte Enschedé betrokken bij het stadsbestuur als lid van de gemeenteraad (1811-1850). Tijdens het Frans bestuur was hij enige tijd adjunct-maire, verantwoordelijk voor het toezicht op de gevangenissen en militaire zaken. Toen het Franse Rijk in 1813 op z'n einde liep, en in Amsterdam een provisioneel bewind was uitgeroepen, toonde hij zich een orangist, en herstelde hij het journalistieke werk van de door zijn uitgeverij beheerde Opregte Haarlemsche Courant, die daarvoor door Napoleon was gedegradeerd tot advertentieblad. Vanaf dat jaar (1813) was hij jaren (enig) redacteur (1813-1828) en hoofdredacteur (1828-1865).
In 1841 werd Enschedé namens Noord-Holland (Holland was kort daarvoor gesplitst in twee provincies) lid van de Tweede Kamer der Staten-Generaal, wat hij acht jaar zou blijven. In die periode, waarin stevige grondwetsherzieningen voorlagen, stelde hij zich regeringsgezind en conservatief op maar zou hij uiteindelijk in 1848 vóór alle voorstellen tot herziening stemmen.  
Enschedé zette zich in voor het maatschappelijk nut, vooral in en rond Haarlem. Zo was hij regent van diverse hofjes, bestuurslid van verenigingen en stichtingen en ouderling van zijn Waalse kerk. Hij was ook lid van enkele wetenschappelijke en kunstgenootschappen, zoals de Hollandsche Maatschappij der Wetenschappen, Teylers Tweede Genootschap en de Nederlandsche Maatschappij ter Bevordering van Nijverheid. In 1825 werd hij benoemd tot Ridder in de Orde van de Nederlandse Leeuw en in 1859 tot Commandeur in de Orde van de Eikenkroon.  
In 1865 brak Enschedé zijn dijbeen, waardoor hij bedlegerig werd en de zaken moest overdragen. Een jaar later zou hij overlijden.